# 都會海逸酒店

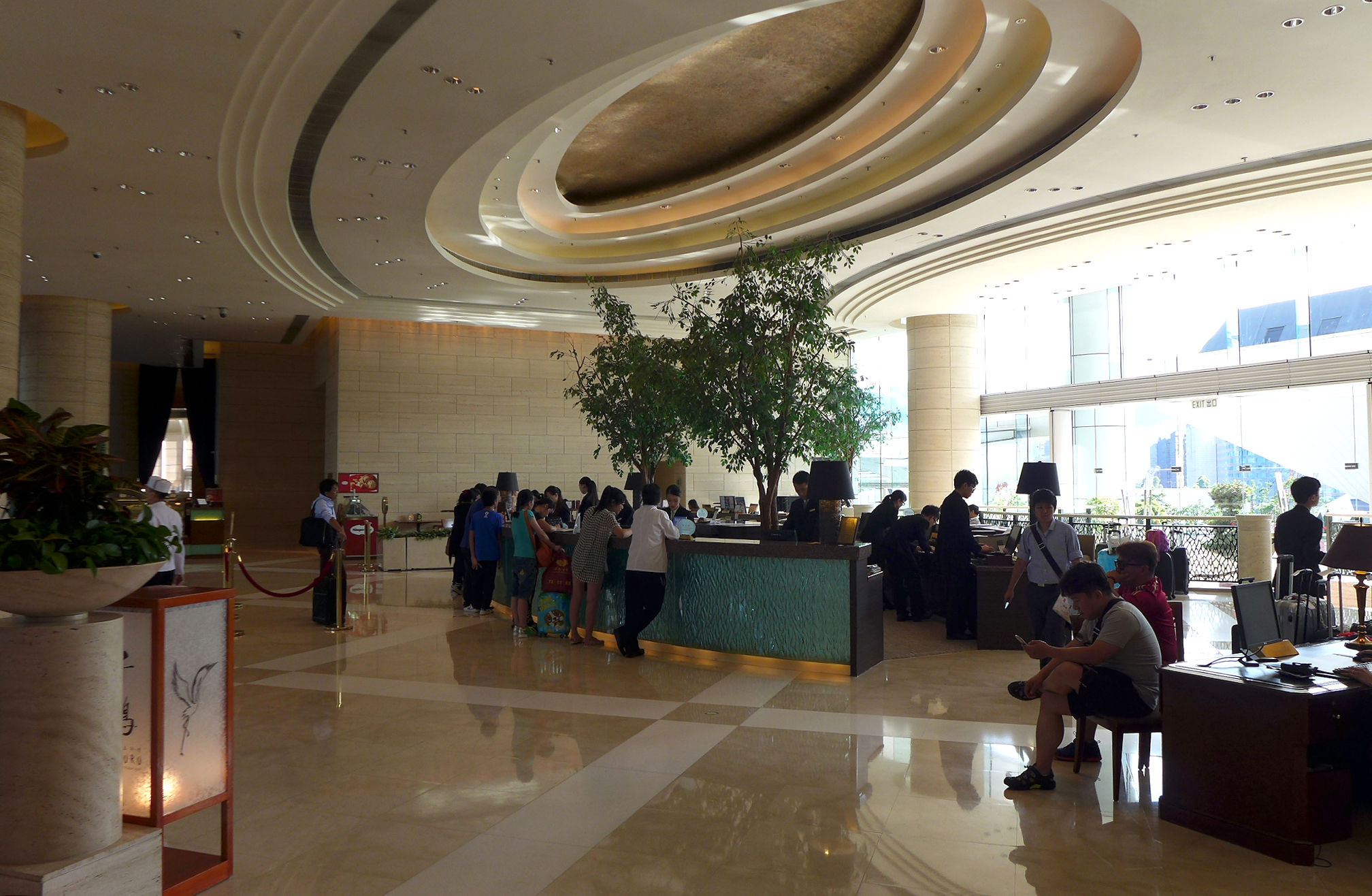
酒店大堂

都會海逸酒店（Harbour Plaza Metropolis）是香港的一間酒店，位於九龍紅磡灣都會道7號，連接置富都會、都會軒及鄰近港鐵紅磡站、香港體育館等地。樓高15層，於2002年6月開幕，是海逸國際酒店集團的成員之一，海逸國際酒店集團是長江實業及和黃系的業務之一。
都會海逸酒店共設820間以上的客房及套房，其中450間客房可以享有維多利亞港的海景。此外，頂層還設有總統套房及豪華套房，酒店為國際都會發展項目的一部分。

## 酒店設施
- 咖啡廊
- 西餐廳
- 千鶴日本料理
- 健身中心
- 室外游泳池
- 水力按摩池
- 商務中心
- 康水療
- 會議室
- 停車場

## 工業意外
2018年11月11日下午，酒店發生奪命工業意外，39歲工程主管在21樓天台進行外牆維修工程時，疑吊船意外失足墮下至7樓平台。但酒店保安未有即時打999報警，只通知「白車台」消防通訊中心並簡單報稱在上址「有人跌倒」。事主被送往伊利沙伯醫院後證實不治。有熟悉報案程序的人士稱，酒店為避免驚動客人，通常直接致電「白車台」。工業傷亡權益會批評酒店刻意隱瞞事實，欠公眾一個交代。

## 外部参考
- 都會海逸酒店 （页面存档备份，存于）

1. ↑  楊婉婷、陳蕾蕾. . 香港01. 2018-11-11  [2018-11-12]. （原始内容存档于2018-11-11）.